# Orden Militar al Mérito Tenientes de Artigas
La Orden Militar al Mérito Tenientes de Artigas fue una orden y condecoración militar de Uruguay creada por el gobierno de facto de la dictadura cívico militar en 1979 y abolida en 1985 con la Ley N° 15738.

## Regulación
La Orden Militar al Mérito Tenientes de Artigas fue creada mediante el Decreto Ley N° 14955 del 28 de noviembre de 1979 por el Consejo de Estado, el órgano que hacía las veces de poder legislativo durante la dictadura cívico-militar de 1973. Esta ley fue reglamentada por el Decreto N° 163/980 del 29 de enero de 1980 con la modificación del Decreto N° 490/980 del 16 de setiembre de 1980, el cual estableció su reglamento.
Su régimen fue posteriormente reformado por el Decreto Ley N° 15066 del 28 de octubre de 1980. A su vez, el reglamento fue modificado por el Decreto N° 99/981 del 10 de marzo de 1981 para adecuarse a aquella modificación.
Finalmente ya dentro del gobierno electo democráticamente, se promulga la Ley N° 15738 del 13 de marzo de 1985 que valida con fuerza de ley —debido a que formalmente estos actos fueron dictados por un órgano no habilitado constitucionalmente para dictar leyes— los actos legislativos dictados por el Consejo de Estado desde el 19 de diciembre de 1973 hasta el 14 de febrero de 1985 —para no lesionar los intereses legítimos generados al amparo de su aplicación— y pasándolos a llamar "Decretos-Leyes" (artículo 1°), aunque en su artículo 4° a continuación deroga varios de esos Decretos-Leyes, entre ellos los que regulaban a esta Orden.

## Organización
La Orden se dividía en dos cuerpos, uno de Graduados Efectivos y otro de Graduados Especiales:
1. El Cuerpo de Graduados Efectivos comprendía a los militares de las Fuerzas Armadas uruguayas dispuestos en dos cuadros, el Cuadro Activo por militares en actividad y el Cuadro Pasivo por militares en retiro o reserva.[7]
2. El Cuerpo de Graduados Especiales comprendía a los militares extranjeros y civiles nacionales y extranjeros.[7]

## Administración
Todo lo concerniente a la administración y asuntos concernientes a ella estaba a cargo de este Consejo, presidido por el presidente de la República —como Gran Maestre—, el ministro de Defensa Nacional —como el vicepresidente— y el Comandante en Jefe del Ejército (o de la Fuerza Aérea a partir del Decreto Ley N° 15066) —como el Canciller—, e integrado por tres Oficiales Generales en actividad.
Este Consejo resolvía sobre el otorgamiento, por iniciativa propia o a partir de las propuestas recibidas por la vía jerárquica. También de expedirse sobre la suspensión o cancelación del derecho de usar las insignias conferidas.

## Características
Con el otorgamiento de la Orden el distinguido recibía la insignia. Las características e implementos de la que recibía dependían del grado. 

### Cruz
La medalla era una cruz de San Jorge, que en el caso del grado Gran Cruz era en oro o metal dorado y esmaltada en azul ultramar, de 57 milímetros de alto y de ancho, en cuyo centro llevaba el "sol de la Orientalidad" en oro o metal dorado, que queda pendiente a una argolla de una corona de laurel de oro o metal dorado de 25 milímetros por 15 milímetros. La cruz para los grados Gran Oficial y Comendador era igual a la de Gran Oficial. La del grado Oficial era una cruz similar pero en dimensiones menores, de 40 por 40 milímetros y sin corona de laurel. La cruz del grado Caballero era similar en características y dimensiones a la de Oficial pero en plata o metal plateado y esmaltada en azul ultramar, con el sol central en plata o metal plateado. Si la Orden era otorgada por méritos en acción de guerra o bajo fuego enemigo, se añade a la cruz o la placa dos espadas cruzadas del mismo material del sol central.
Junto con la cruz el condecorado recibía también una miniatura de la cruz que recibía para uso civil, de 15 milímetros, pendiente de una cinta de dimensiones menores, sobre la que iban las rosetas y aletas que describían el grado, de forma similar a con la barra.

### Placa
También comprendía la placa, con forma de sol con ocho rayos, que en el caso del grado Gran Cruz la mayor longitud de estos era de 9 milímetros. En el centro se hallaba un círculo en esmalte azul ultamar de 22 milímetros de diámetro conteniendo el "sol de la Orientalidad" en oro o metal dorado, rodeado de un anillo de 4 milímetros de ancho en esmalte azul oscuro y bordeado con filetes dorados y en medio el texto "ORDEN MILITAR AL MÉRITO" en el mismo metal. El grado Gran Oficial también recibía esta placa de idénticas características. Los demás grados no recibían placa. La placa se colocaba sobre el pecho a 13 centímeotrs del segundo botón de la casaquilla.

### Banda
La banda, solamente para el grado Gran Cruz, era "en falla" de 1 centímetro de ancho, con un centro rojo de 5 milímetros de ancho y flanqueado por dos franjas blancas de 1,25 milíemtros y estas a su vez por dos azules del mismo ancho. Esta se colocaba desde el hombro derecho hacia la izquierda, para formar una moña de la que pendería la cruz.

### Cinta
Para las clases Gran Oficial e inferiores, la cruz pendía del cuello mediante una cinta de 35 milímetros de ancho con la misma distribución de colores que para la banda de Gran Cruz, roja en su centro de 15 milímetros de ancho y flanqueada por franjas de 5 milímetros de color blanco y a su vez estas por otras azules de mismas dimensiones. La cinta llevaba roseta excepto para el grado Caballero.

### Otros
La Orden comprendía además un diploma y la copia de la resolución del otorgamiento.

## Otorgamiento
La orden distinguía a militares y civiles en virtud de sus servicios distinguidos y obras personales relevantes merecedoras de reconocimiento del Ejército. Por el Decreto Ley N° 15066 se extendió a aquellas obras o servicios distinguidos merecedores del reconocimiento de la Fuerza Aérea.
La Orden era conferida por el Gran Maestre a partir de la propuesta del Canciller y Consejo de la misma. La entrega era efectuada por el Comandante en Jefe del Ejército o quien le representare en una ceremonia formal organizada por el Comando de esa arma.

## Grados
La Orden se componía de cinco grados:
1. Gran Cruz. Para militares, cuando se otorga a comandantes en jefe y tenientes generales de las fuerzas armadas o sus grados equivalentes. Para civiles, cuando se otorga a vicepresidentes, ministros de estado, presidentes de poderes, embajadores y otros cargos equivalentes según las normas del Estado que correspondiere.[7]
2. Gran Oficial. Para militares, oficiales generales de las fuerzas armadas y grados equivalentes. Para civiles, miembros de asambleas legislativas, enviados extraordinarios,  ministros plenipotenciarios y otros equivalentes.[7]
3. Comendador. Para militares, oficiales superiores de las fuerzas armadas. Para civiles, encargados de negocios, cónsules generales, consejeros de misión diplomática, profesores universitarios, presidentes de asociaciones culturales o comerciales y demás autoridades o personalidades de similar tipo.[7]
4. Oficial.  Para militares, jefes de las fuerzas armadas. Para civiles, primeros secretarios de misiones diplomáticas, cónsules, científicos, escritores, artistas y funcionarios o personalidades de similar tipo.[7]
5. Caballero. Para militares, oficiales y suboficiales. Para civiles, agregados y vicecónsules, segundos y terceros secretarios de embajada y otros funcionarios de categoría similar.[7]

Podía otorgarse el grado inmediato superior que correspondía originariamente según la jerarquía en caso de que la excepcionalidad del mérito lo justificara. Esto también permitía acceder al personal subalterno del Ejército no incluido a acceder al grado de Caballero.

## Jerarquía
La Orden tenía, para los miembros del Ejército uruguayo, preeminencia sobre todas las demás condecoraciones que poseyeran, fueran nacionales o extranjeras, salvo la Condecoración Protector de los Pueblos Libres, por lo que su colocación en la vestimenta o uniforme debía contemplar esta preferencia.

## Galardonados
Durante su vigencia, fueron condecorados con esta Orden:
| Grado militar | Beneficiario            | Cargo o profesión (al recibir la medalla)               | Motivo | Categoría  | Resolución | Ref.   |
| ------------- | ----------------------- | ------------------------------------------------------- | --- | ---------- | ---------- | ------ |
| Coronel       | Osvaldo Ciro Oliveira   | Agregado militar de la Embajada de Argentina en Uruguay | Aporte valioso al Ejército Nacional para su desarrollo; vínculos de amistad y cooperación entre las Fuerzas Armadas uruguayas y argentinas. | Comendador | 3033/981   | [ 8 ]  |
| Coronel       | Fidelis Chaves Silveira | Agregado militar de la Embajada de Brasil en Uruguay    | Aporte valioso al Ejército Nacional para su desarrollo; vínculos de amistad y cooperación entre las Fuerzas Armadas uruguayas y brasileñas. | Comendador | 3094/981   | [ 9 ]  |
| General       | John W. Vessey Jr.      | Subjefe del Estado Mayor del Ejército de Estados Unidos | Contribución con su actuación a afianzar los lazos de amistad entre los ejércitos de Uruguay y Estados Unidos.                              | Gran Cruz  | 170/982    | [ 10 ] |
| General       | Edgardo Ubaldo Genta    | General del Ejército uruguayo                           | | Gran Cruz  |            | [ 11 ] |